# Adolphe Monticelli

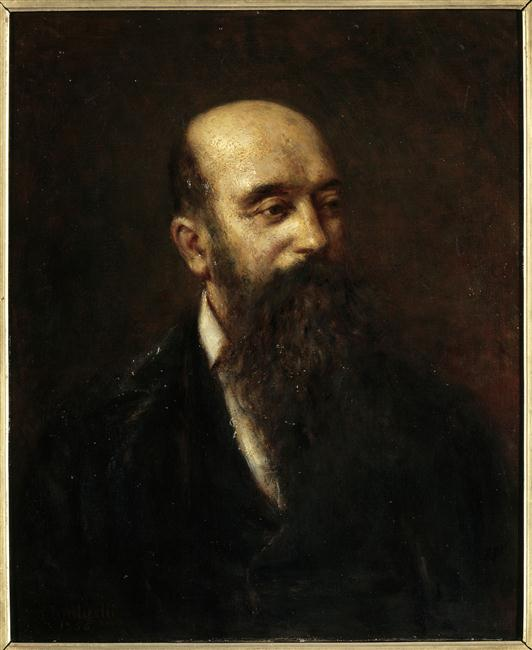
Porträt des Künstlers (1866)

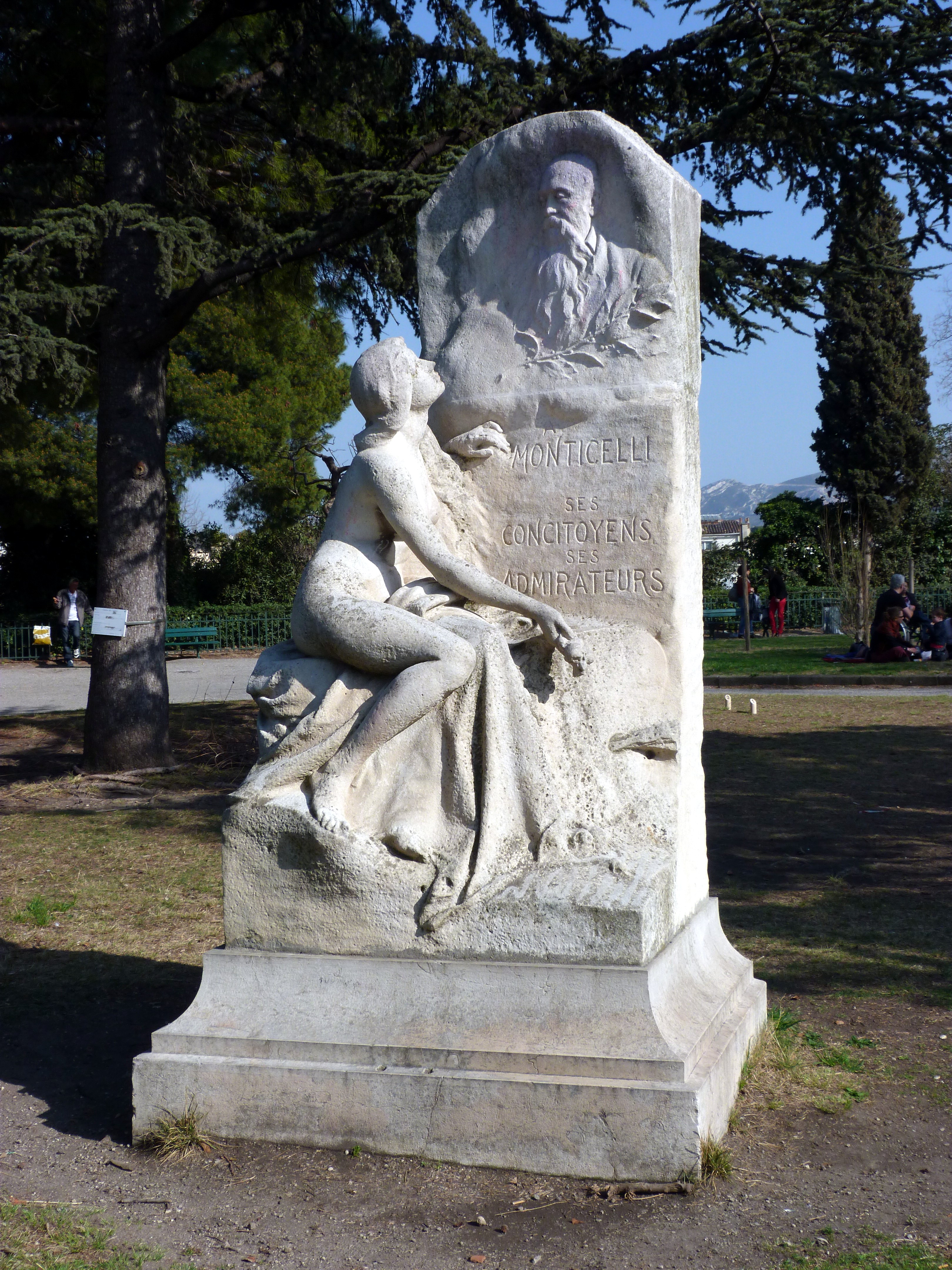
Auguste Carli: Monticelli
Parc Longchamp, Marseille

Adolphe Joseph Thomas Monticelli (* 14. Oktober 1824 in Marseille; † 29. Juni 1886 ebenda) war ein französischer Maler und Vorläufer des Impressionismus, von dem es heißt, dass seine Eltern aus Italien stammten.

## Leben
Adolphe Monticelli wurde am Lycée Tiers eingeschult. Er besuchte dann von 1842 bis 1846 die École des beaux-arts in Marseille. Danach studierte er an der Pariser École des Beaux-Arts bei Paul Delaroche.
In Paris besuchte er das Musée du Louvre, um Werke klassischer Meister zu kopieren. Er stand unter dem Einfluss der Werke von Eugène Delacroix und malte neben Porträts auch orientalische Szenen. Trotz akademischer Ausbildung malte er mit kräftigen Pinselstrichen, ohne die damals übliche glatte akademische Präzision.
1855 traf er Narcisso Virgilio Díaz de la Peña, ein Mitglied der Barbizon-Schule, der infolge eines Schlangenbisses ein Bein verlor, und begleitete ihn beim Malen im Wald von Fontainebleau. In den 1860er Jahren lernte er den jungen Paul Cézanne kennen und beeinflusste dessen Malerei. Zwischen 1878 und 1884 malten die beiden Künstler oft Landschaften zusammen. Nach 1870 kehrte Monticelli nach Marseille zurück, wo er in bescheidenen Umständen lebte.

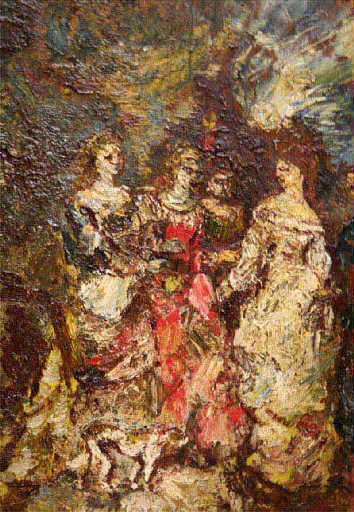
Frauengruppe
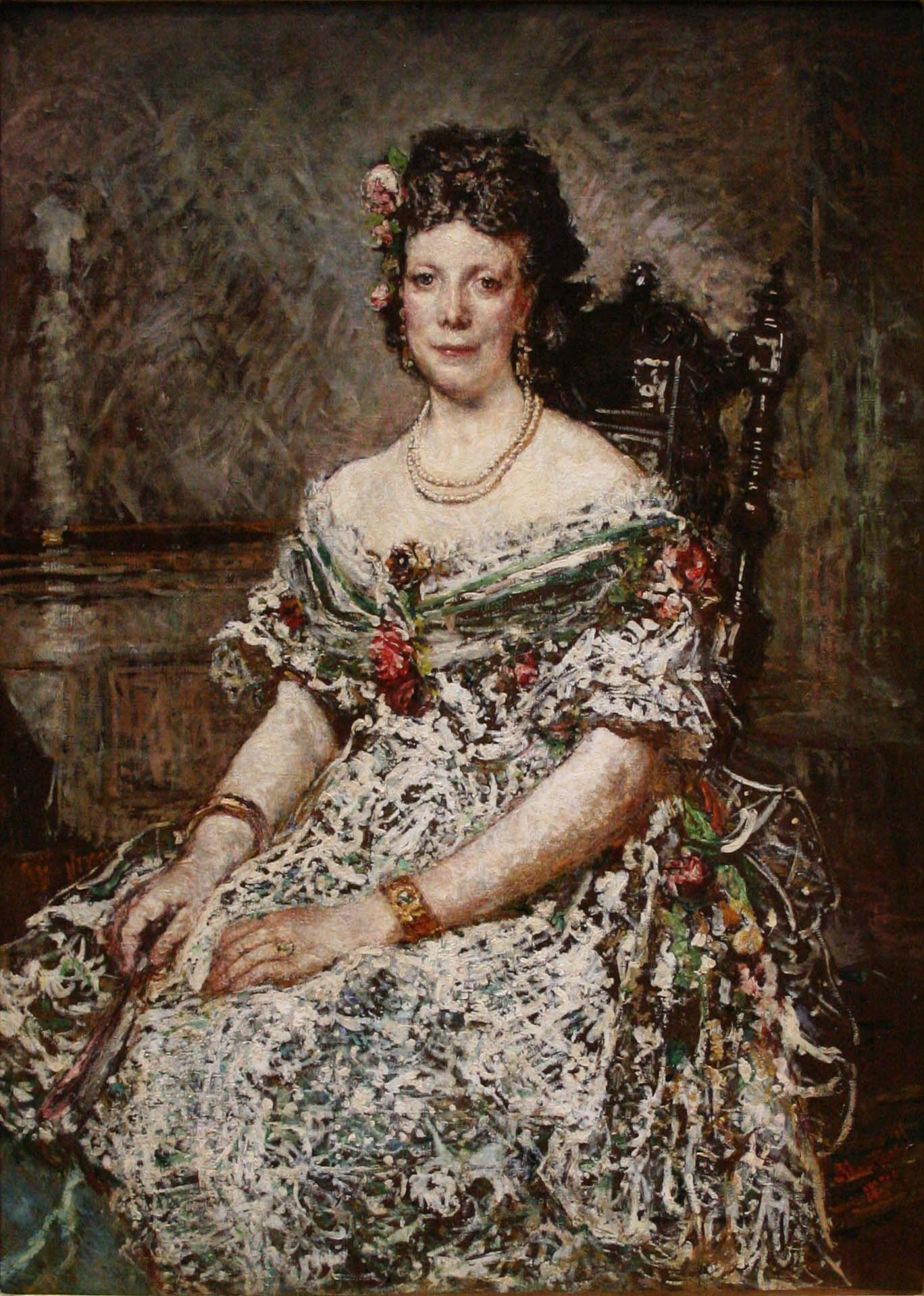
Madame Pascal (1871)
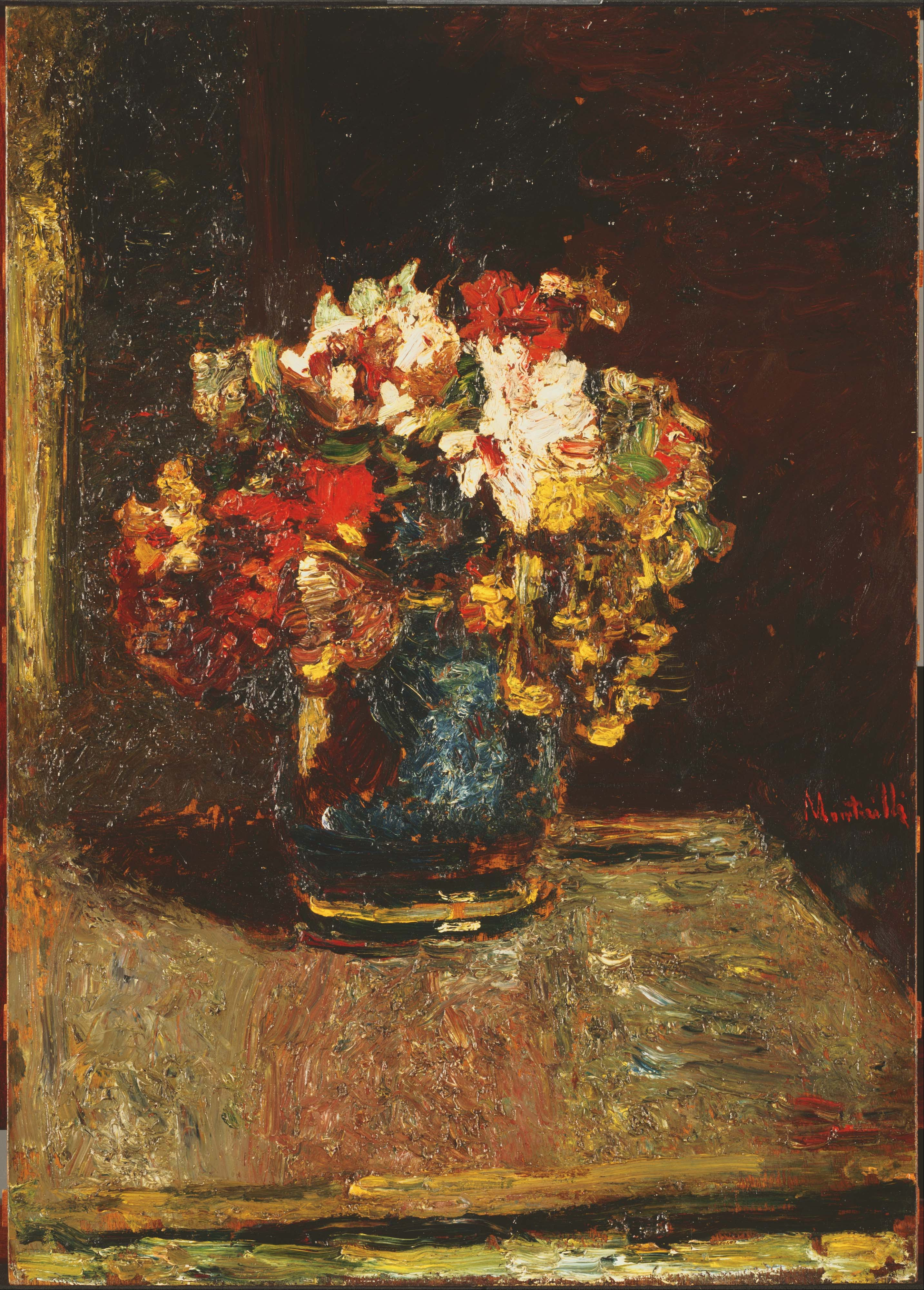
Blumenbouquet (ca. 1875)
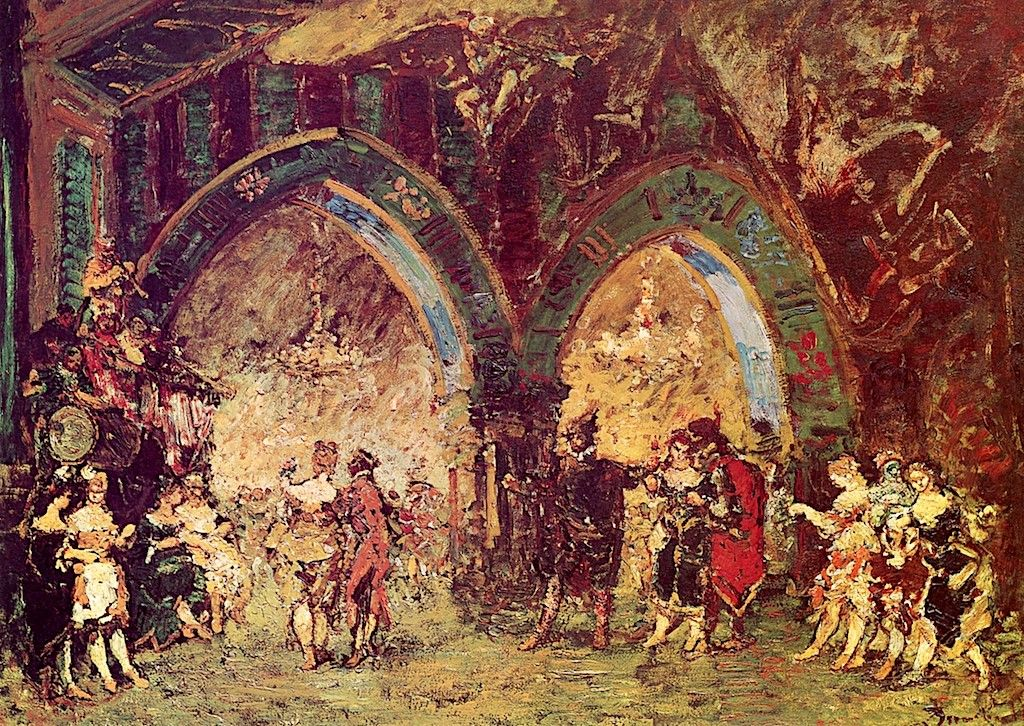
Maskenball
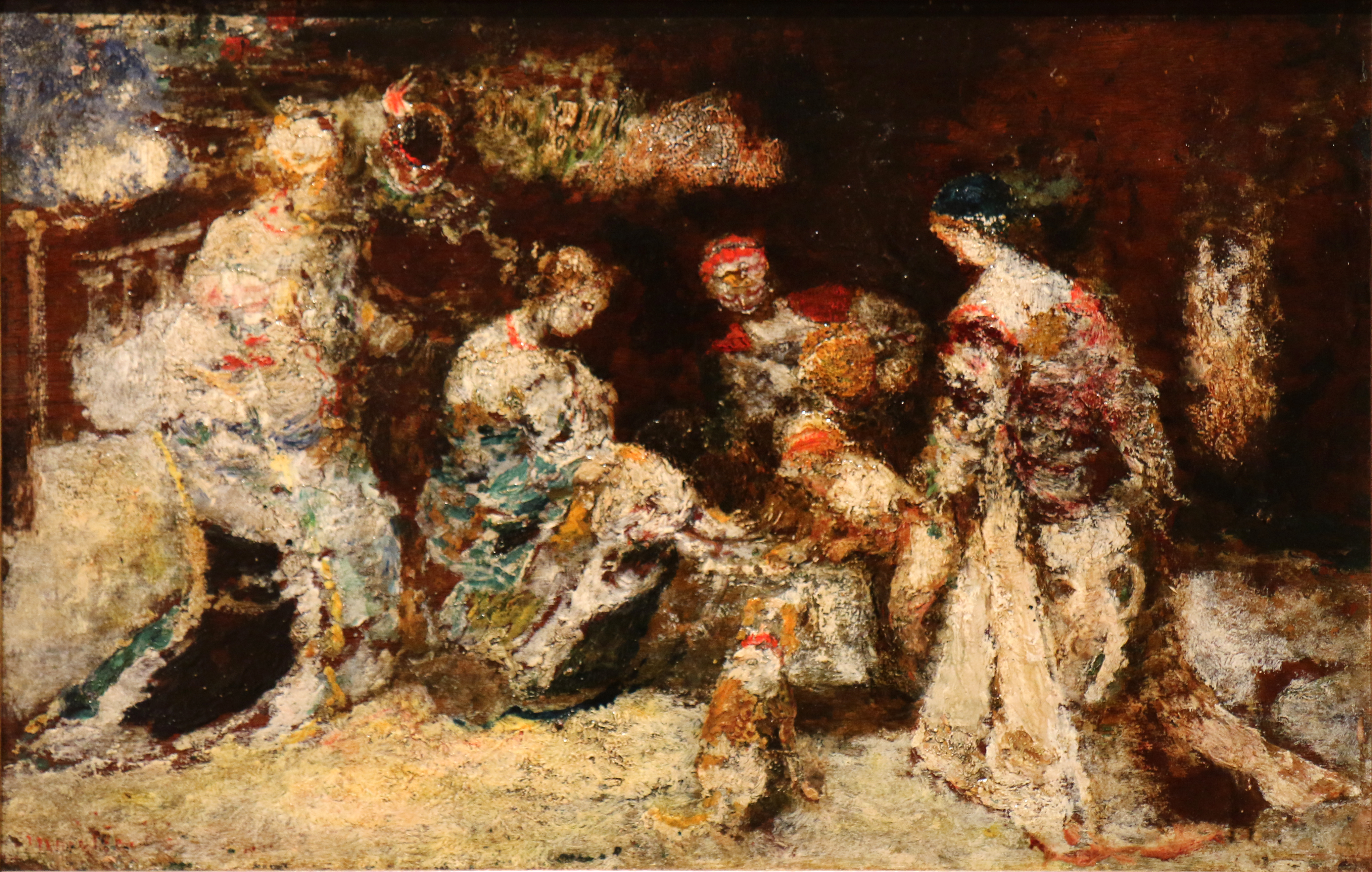
Parkszene

Vincent van Gogh wurde von Monticelli inspiriert, traf ihn aber nie, da dieser im Jahr 1886 ein paar Monate vor van Goghs Ankunft in Paris gestorben war.
Das 1909 vom Bildhauer Auguste Carli entworfene Monticelli-Denkmal befindet sich im Parc Longchamp in Marseille. Monticelli ist seit 2010 im 16. Arrondissement von Marseille ein eigenes Museum gewidmet. Es befindet sich im ehemaligen Fortin militaire de Corbières.